# Monte Bogatin
Il monte Bogatin con 1.977 m s.l.m. è una cima della Catena Nero-Tolminski Kuk-Rodica.